# Instituto do Câncer de São Paulo Octavio Frias de Oliveira
O Instituto do Câncer de São Paulo Octavio Frias de Oliveira, também conhecido por ICESP é um centro de atendimento médico e hospitalar que funciona como autarquia vinculada ao Governo do Estado de São Paulo. Inaugurado em 6 de maio de 2008, na gestão de José Serra, a frente do executivo paulista. está localizado na Avenida Doutor Arnaldo, número 251, no bairro Cerqueira César, zona oeste da cidade de São Paulo.É um dos hospitais mais altos do mundo.

## Estrutura
É um dos maiores hospitais especializado em tratamento de câncer da América Latina.  Com 112 metros de altura, foi construído em uma área aproximada de 84.000 m² na Avenida Doutor Arnaldo, próximo à Avenida Paulista. O Instituto é um órgão do Governo do Estado de S. Paulo, em parceria com a Faculdade de Medicina da Universidade de São Paulo, localizado no complexo do Hospital das Clínicas da Faculdade de Medicina da Universidade de São Paulo. Conta com 499 leitos, sendo 85 de UTI, distribuídos entre 23 pavimentos, dentre os 29 do prédio. Por mês, são realizadas mais de 25 mil consultas médicas, 250 mil exames, 7 mil sessões de radioterapia e 4,5 mil sessões de quimioterapia, além de 600 cirurgias oncológicas. No total, são mais de 50 mil atendimentos mensais.
O ICESP conta com o maior parque radioterápico do país. Tem equipamentos de ponta como aceleradores lineares para radioterapia, equipamento de braquiterapia e tomógrafo para simulação de procedimentos.
O Centro de Investigação Translacional em Oncologia (CTO), que é uma espécie de superlaboratório, funciona com vinte grupos atuantes em pesquisa básica e aplicada em oncologia. No Núcleo de Pesquisa são investigados novos medicamentos e formas de tratamento. A pesquisa é feita no ambiente do hospital, o pesquisador trabalha junto com o médico que atende ao paciente.
Além do atendimento médico, os profissionais do ICESP desenvolvem atividades de ensino e pesquisa de acordo com o modelo de ensino médico introduzido pela Faculdade de Medicina da USP no país. O objetivo é transformar o Instituto em um centro de pesquisa de referência em nível internacional na área do câncer, inclusive no estudo de novos fármacos e tratamentos inovadores para a doença.

## Setores de Atendimento

### Ambulatórios
A partir do modelo de clínicas integradas, os ambulatórios do Instituto do Câncer do Estado de São Paulo, oferecem atendimento médico e multiprofissional integrado com o intuito de promover o melhor plano de tratamento oncológico. Cada ambulatório é estruturado com uma equipe médica composta por um oncologista clínico, cirurgião e radioterapeuta. Além das clínicas de base como cardiologia, hepatologia, ortopedia, pneumologia (tabagismo), endocrinologia, vascular e psiquiatria.
O atendimento multiprofissional é fornecido por uma equipe de enfermagem, nutricionistas, psicólogos e assistentes sociais. São realizadas consultas individuais e em grupos educacionais para orientações sobre o tratamento oncológico proposto e os cuidados a serem adotados durante o tratamento. 

### Quimioterapia
O ambulatório de quimioterapia tem uma equipe multiprofissional composta por médicos, enfermeiros especialistas, técnicos de enfermagem, psicólogos, assistentes sociais, farmacêuticos e outros membros da equipe multidisciplinar do ICESP. Após a solicitação do médico e antes da liberação para preparação da medicação, a prescrição médica de quimioterápicos passa por várias avaliações para garantir a segurança do paciente. Tudo é examinado minuciosamente: um farmacêutico e dois enfermeiros revisam o protocolo prescrito, as doses, os exames mais recentes e os intervalos entre os ciclos de quimioterapia.

### Centro de Atendimento de Intercorrências Oncológicas - CAIO
O Centro de Atendimento de Intercorrências Oncológicas (CAIO) atende pacientes matriculados na instituição que necessitam de atendimento de urgência ou emergência. A unidade foi planejada para realizar este tipo de atendimento, priorizando intercorrências relacionadas ao câncer e seu tratamento.
Todos os pacientes são avaliados na triagem onde é realizada uma classificação de risco (processo de identificação dos pacientes que necessitam de atendimento imediato), conforme o quadro clínico e a partir dessa avaliação, eles são encaminhados para aguardar o atendimento médico. Após consulta médica, é verificada a necessidade de solicitação de exames laboratoriais complementares e diagnósticos para investigação. Os pacientes atendidos seguem em acompanhamento com a equipe multidisciplinar do CAIO até a resolução da queixa ou transferência para outra área do ICESP que possa dar seguimento ao seu tratamento.

### Centro Cirúrgico
Um dos mais modernos da América Latina, o centro cirúrgico do ICESP conta com uma estrutura completa para realizar procedimentos cirúrgicos complexos e multidisciplinares. Um dos destaques é para a sala cirúrgica inteligente, onde toda a aparelhagem de imagem e monitoramento é integrada.
A tecnologia permite que os parâmetros fisiológicos dos pacientes, as imagens geradas por endoscópios e aparelhos de vídeo cirurgia sejam projetadas em telões dentro das salas. É possível realizar videoconferências durante as cirurgias neste local sem o uso de equipamento adicional. Além disso, um robô, inédito em hospitais públicos paulistas, ajuda os médicos a fazer cirurgias no Instituto em cinco especialidades oncológicas diferentes: urologia, ginecologia, cirurgias do aparelho digestivo e do tórax.

### Hospital Dia
O Hospital Dia é uma estrutura organizacional com espaço físico e equipe multiprofissional própria. O ambiente é composto por cinco boxes com poltronas e macas, sala de emergência e sala de isolamento. Nele é possível a realização de procedimentos clínicos, cirúrgicos, diagnósticos e terapêuticos, oferecendo permanência do paciente por um período máximo de 12 horas. Todos os atendimentos são previamente agendados.

### Radioterapia
O ICESP possui um dos maiores parques radioterápicos da América Latina. A área abriga seis aceleradores lineares para radioterapia, um equipamento de braquiterapia – técnica pela qual o material radioativo fica em contato direto com a região a ser tratada, através de cateteres, agulhas e dispositivos especiais e um tomógrafo simulador para realizar o planejamento em 3D de procedimentos radioterápicos.

### Radio cirurgia
No SUS, o hospital é pioneiro na técnica que permite tratar alguns tipos de câncer sem cortes, causando menos danos aos tecidos sadios, com a chamada radio cirurgia intracraniana e a radio cirurgia corpórea (ou radioterapia estereotípica fracionada).
A radio cirurgia é indicada para pacientes com tumores primários ou metástases localizadas no pulmão e na coluna vertebral, desde que isolados e com até cinco centímetros de diâmetro. Antes de dar início ao tratamento, uma imagem do tumor gerada pelo próprio equipamento de radioterapia é realizada para que a equipe de médicos e físicos possa posicionar o alvo que será submetido à radiação. O procedimento dura, em média, cerca de uma hora e libera o paciente para voltar à sua rotina normal logo em seguida.

### Serviço de Apoio ao Diagnóstico por Imagem
O Serviço de Apoio ao Diagnóstico por Imagem (SADT) é distribuído em três andares no ICESP:
- 1º andar: Tomografia Computadorizada, raio X e radiologia intervencionista minimamente invasiva;
- 2º andar: Ultrassonografia, diagnóstico da mama, métodos gráficos, ecocardiografia, eletroencefalograma, serviço de endoscopia;
- 4º subsolo: Ressonância magnética, medicina nuclear e radioterapia.

As imagens colhidas nos exames e os laudos são armazenados no sistema RIS/PACS – armazenamento digital. O recurso evita o uso de filmes, que podem perder a qualidade com os anos, o que proporciona a disponibilidade imediata da imagem para o médico solicitante, e agiliza as condutas a serem tomadas.

### Unidade de Internação
As unidades de internação clínicas e cirúrgicas prezam pela assistência humanizada, com apoio de uma equipe interdisciplinar do começo ao fim do processo. Elas contam com toda a infraestrutura física, equipamentos técnicos e recursos humanos necessários para o reestabelecimento dos pacientes, com leitos planejados para garantir o conforto e a segurança.

### Unidade de Terapia Intensiva
A Unidade de Terapia Intensiva do ICESP é um serviço voltado para o atendimento de pacientes graves que necessitam de cuidados intensivos. Os pacientes admitidos na UTI contam com a atuação 24 horas de uma equipe multiprofissional especializada, composta por médicos, enfermeiros, técnicos de enfermagem, nutricionistas, psicólogos, assistentes sociais, farmacêuticos, fisioterapeutas, entre outros especialistas. Todos estes profissionais estão em constante atualização para tornar possíveis intervenções rápidas e eficientes. A estrutura física da UTI preserva a individualidade e a privacidade do paciente, e possui equipamentos de alta tecnologia que apoiam a assistência de qualidade.

### Reabilitação

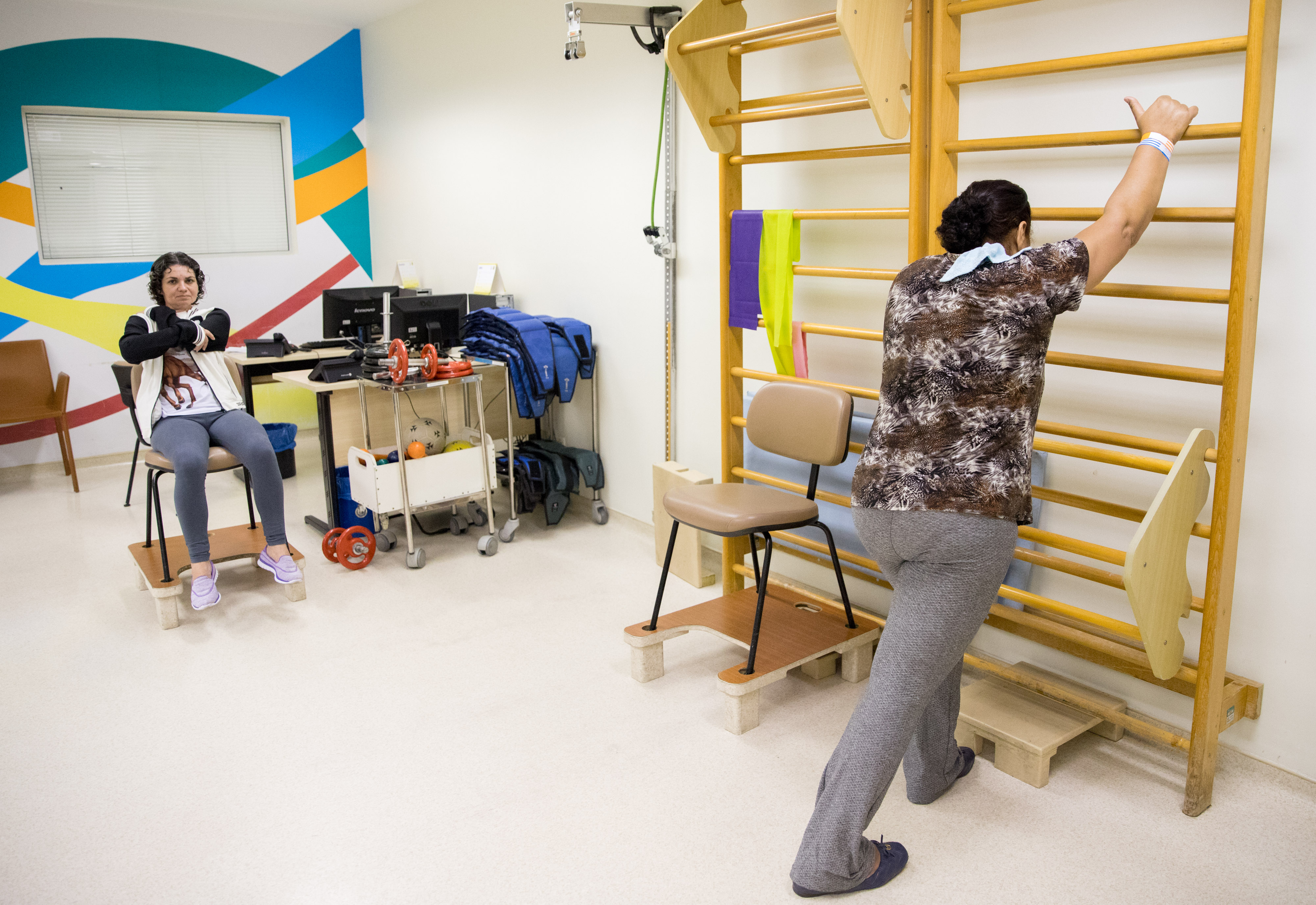
Centro de reabilitação do ICESP.

A equipe multidisciplinar do Serviço de Reabilitação é composta por: médicos fisiatras, fisioterapeutas, fonoaudiólogos, terapeutas ocupacionais, psicólogos, educadores físicos e enfermeiros, além do apoio de nutricionistas e assistentes sociais. Os atendimentos são disponibilizados a pacientes internados e ambulatoriais.
A equipe de especialistas realiza diagnóstico, tratamento e prevenção de incapacidades, recorrendo a medidas preventivas, terapêuticas, adaptativas e educacionais. Elas são voltadas não apenas para a doença e suas causas, mas também para os efeitos e consequências sobre a vida do paciente e de seus familiares. O objetivo principal é a máxima independência dos pacientes, bem como dar suporte e educação para o enfrentamento de sua nova realidade.
A Reabilitação em Oncologia é um conjunto de medidas terapêuticas voltadas para que o indivíduo atinja o máximo de seu potencial físico, psicológico e social. As questões mais frequentes abordadas são:
- Dor incapacitante;
- Limitação de movimento ocasionada pela cirurgia ou radioterapia;
- Perda de força e sensibilidade;
- Redução da fadiga, relacionada ao câncer;
- Ocorrência de edema (linfedema);
- Distúrbios da comunicação e da deglutição;
- Disfunções urogenitais pós braquiterapia;
- Incontinência urinária e fecal;
- Amputação de membros;
- Paralisias decorrentes do tratamento ou envolvimento do sistema nervoso central;
- Disfunções da bexiga pós-operatórias ou por comprometimento do sistema nervoso;
- Perdas cognitivas relacionadas ao comprometimento encefálico;
- Demanda de suporte psicoafetivo.

### Centro de Reabilitação
O Centro de Reabilitação, de 190m², localizado no andar térreo, (torre verde) é destinado aos pacientes ambulatoriais, os atendimentos ocorrem conforme indicação médica, de 1 a 2 vezes por semana. 
Dentre as atividades realizadas no centro de reabilitação está a prática regular de exercícios físicos, técnica que proporciona inúmeros benefícios para o paciente com câncer, tais como melhoras da capacidade física, fadiga, dor, funcionalidade, disposição, humor ou do padrão de sono, além de auxiliar no controle do peso. 
Boa parte das ações envolve, também, atividades educativas e de suporte, visando a continuidade do cuidado domiciliar para manutenção dos ganhos e promoção da saúde. Entre algumas atividades desenvolvidas pelo Centro de Reabilitação está o Programa Remama, programa em parceria com a Rede Lucy Montoro de Reabilitação que viabiliza a prática de remo e de exercícios orientados e supervisionados a mulheres com câncer de mama do ICESP.

## Especialidades
Atualmente, fazem parte do corpo clínico do ICESP as seguintes especialidades;
| Oncologia Clínica               | - Onco Mama; - Onco Diversos – Neurologia, Coluna, Sarcoma e Melanoma; - Onco Hereditário; - Onco Cabeça, Pescoço e Tórax; - Onco Gastrointestinal; - Onco Ginecologia; - Onco Urologia; - Radioterapia |
| Oncologia Cirúrgica             | - Cirurgia do Aparelho Digestivo - Endoscopia - Ortopedia (especialidade em osso) - Urologia - Ginecologia - Cabeça e Pescoço - Coluna - Histeroscopia - Neurocirurgia - Otorrinolaringologia - Dermatologia - Cirurgia Plástica - Cirurgia Torácica - Mastologia - Vascular/Catéter - Cirurgia Geral - Neurocirurgia - Anestesiologia - Plantonistas cirúrgicos |
| Hematologia                     | - Hematologia - Linfomas cutâneos e dermatologia oncológica - Hemoterapia |
| Clínicas de Base                | - Pneumologia - Fisiatria - Endocrinologia - Gastro-hepatologia - Infectologia - Geriatria (especialidade em idosos) - Nefrologia - Cuidados Paliativos - Nutrologia - Medicina Intensiva - Psiquiatria - Cardiologia - Avaliação de Risco Clínico - Neurologia - Grupo da Dor                                                                                   |
| Apoio Diagnóstico e Terapêutico | - Anatomia Patológica - Radiologia Intervencionista - Radiologia - Patologia Clínica - Medicina Nuclear |

## Custos
Foram investidos na construção e compra de equipamentos, cerca de 270 milhões de reais, sendo o custo anual estimado em 190 milhões.

## Centro de Transplantes de Medula Óssea
Em Julho de 2024, o governador Tarcísio de Freitas inaugurou o Centro de Transplantes de Medula Óssea do ICESP, esse equipamento permitiu ao hospital passar a realizar este tipo de procedimento, ampliando a capacidade de oferta para todo o estado, a estimativa é de que serão atendidos 100 pacientes por ano, reduzindo a necessidade de deslocamento para outra unidade de atendimento, onde até então os pacientes do ICESP realizavam o transplante de medula óssea no Instituto Central do HC.

### Estrutura
|  |  |
|  |  |
|  |  |